# Эрик Ян Хануссен
Эрик Ян Хануссен (Гануссен, нем. Erik Jan Hanussen, настоящее имя Герман (Гершель) Штайншнайдер (нем. Hermann (Herschel) Steinschneider); 2 июня 1889, Вена — в ночь с 24 марта на 25 марта 1933, Берлин) — австрийский артист цирка и трюкач еврейского происхождения, шарлатан-«ясновидящий».

## Биография
Герман Штайншнайдер вырос в бедной артистической семье, много гастролировавшей по Австрии и Италии. Его мать, певица Антония-Джулия Кон, умерла, когда ему было десять лет. Его отец Зигфрид, актёр и смотритель синагоги, вскоре женился на вдове с двумя детьми. Три года спустя Гершель бросил школу и ушёл из дома. Пытался заработать на жизнь скандальными репортажами и вымогательством. Втёрся в доверие к мошеннику-ясновидящему, разоблачил его трюки, но впоследствии ими же воспользовался.
Выступал в качестве наездника и акробата в «Гранд Циркус Ориенталь» и держал аттракцион с «первой в мире электрической цепной каруселью», которую на самом деле приводили в движение спрятанные внутри дети. Хануссен вращался в среде фокусников и так называемых «экспериментальных психологов», гипнотизёров и артистов варьете, работавших в многочисленных балаганах и цирках. Прикинувшись баритоном Титтой Руффо, он получил ангажемент в одном из оперных коллективов. Во время Первой мировой войны избежал передовой, занимаясь предсказаниями с помощью лозоходства. В поисках заработков безуспешно пытался промышлять классическими фокусами в берлинских кафе. Штайншнайдер копировал телепатические представления артистки варьете фрау Магды и выступал по варьете провинциальных городов Европы в качестве гипнотизёра. Он вступил в соперничество за славу с известным силачом Зигмундом Брайтбартом с номером, в котором его субтильная ассистентка «под гипнозом» разрывала прочные железные цепи. И Брайтбарт, и Хануссен получили приглашение на гастроли в Америку. Там Штайншнайдер наконец выбрал себе из своих многочисленных псевдонимов окончательный вариант «Эрик Ян Хануссен» и стал рассказывать о своём датском происхождении.
Несколько лет он безуспешно пытался открыть собственную школу оккультизма. Он усовершенствовал некоторые классические трюки ясновидения и делал в прессе громкие заявления с предсказаниями. Принимая клиентов, ясновидящий Хануссен не только зарабатывал деньги, но и заручался необходимыми знакомствами и связями в обществе.
В 1928 году Хануссен предстал перед районным судом богемского Литомержице по обвинению в мошенничестве и злоупотреблении доверием. Процесс, продлившийся несколько месяцев и привлёкший внимание к себе даже за океаном, закончился для авантюриста оправдательным приговором и стал ещё одной ступенью к его славе.
Считавшийся интеллигентным человеком Хануссен владел несколькими печатными изданиями, с помощью которых, как и на своих консультациях, точно отвечал потребностям своих читателей. «Цветной еженедельник Хануссена» быстро стал самым высокотиражным изданием германской столицы. Публикуемые Хануссеном «астрологические советы биржевикам» оказывали реальное влияние на курсы акций. Его представления в знаменитом берлинском варьете «Скала» проходили при полном аншлаге дважды в день. Хануссен занимался торговлей различными оккультными предметами и стал настолько богат, что смог приобрести себе яхту класса люкс и здание в Берлине, которое он перестроил под «Дворец оккультизма».
Начиная с 1930 года, несмотря на своё еврейское происхождение, Хануссен всячески пытается наладить отношения с национал-социалистами и в своих астрологических газетах поддерживал продвижение Гитлера к власти.
Его предсказание о пожаре в Рейхстаге объясняют его тесными связями с функционерами СА, однако от кого и как Хануссен в действительности получил сведения о готовящемся поджоге Рейхстага, осталось неизвестным. У охотно ссужавшего в долг и покрывавшего карточные долги Хануссена было много друзей. Так, ставший впоследствии руководителем общей полиции (ОРПО) Берлина граф Вольф-Генрих фон Хелльдорф даже предоставил Хануссену отряд СА для разгрома заведения его главного конкурента, владельца «Романского кафе». Однако все эти связи не спасли Хануссена. Вскоре после прихода нацистов к власти он был убит. Его тело было обнаружено 8 апреля 1933 года в лесном массиве к югу от Берлина, между Цоссеном и Барутом, недалеко от местечка Нойхоф (район Тельтов-Флеминг). Согласно обнаруженным впоследствии документам, Хануссен был убит тремя членами СА в ночь с 24 на 25 марта 1933 года в полицейской казарме. Могила Хануссена находится на Юго-западном кладбище в Штансдорфе.

## Семья
В браке с первой женой Терезой Лукш родилась дочь Эрика (1910—2007), в замужестве Фукс.

## В культуре

### В литературе
Биография Хануссена довольно точно отображена в книге Лиона Фейхтвангера «Братья Лаутензак».

### В кино
История жизни Хануссена не раз становилась сюжетом для кинофильмов:
- «Хануссен» (1955), в главной роли О. В. Фишер;
- трёхсерийный телевизионный фильм производства ГДР «Братья Лаутензак» (1973) по одноимённому роману Л. Фейхтвангера, в котором Хануссен выведен в образе ясновидящего Оскара Лаутензака;
- «Хануссен» (1988), режиссёр Иштван Сабо, в главной роли Клаус Мария Брандауэр;
- «Непобедимый» (2001), режиссёр Вернер Херцог, в главной роли Тим Рот
- телевизионный фильм «Ясновидящий» (2005)[3] (на чешском Jasnovidec) о процессе Хануссена перед судом богемского города Литомержице; производство Чешского телевидения (2005), режиссёр Иржи Свобода (Jiří Svoboda), в главной роли Ондржей Павелка (Ondřej Pavelka);
- «Вольф Мессинг: видевший сквозь время» (2009) — многосерийный художественный фильм режиссёров Владимира Краснопольского и Валерия Ускова по сценарию Эдуарда Володарского, в роли Хануссена М. Горевой;
- д/ф Л. Млечина «Ясновидящий Хануссен. Стрелочник судьбы»[4] (ТВ Центр, 2019)
- «King’s Man: Начало» (2021) — Даниэль Брюль